# 문호
문호(文虎, ? ~ ?)는 중국 삼국시대 위나라 때부터 서진 때까지의 무장이다.

## 생애
문흠(文欽)의 셋째 아들이며, 문앙(文鴦)의 아우이다.
아버지 문흠이 관구검(毌丘倹)과 함께 반란을 일으켰을 때 형 문앙만 등장하는 것으로 보아서 당시에는 나이가 어렸을 것으로 추정된다. 제갈탄(諸葛誕)이 사마소(司馬昭)에 맞서 반란을 일으킨 후 오나라가 제갈탄에게 보낸 지원군에 속하여 아버지와 형을 따라 수춘성에 들어갔다. 그러나 제갈탄 측 군사들이 수춘성에 고립되었을 때, 본래 제갈탄과 사이가 좋지 못하던 문흠이 제갈탄에게 죽임을 당하자 형을 따라 성벽을 넘어 사마소에게 항복하여 장군에 임명되고 관내후(關內侯)에 봉해졌다.
문호는 문앙과 함께 수춘성 주변을 돌며 항복을 권유했으나, 그 이후로는 기록에 보이지 않는다. 형 문앙은 291년 제갈탄의 외손자인 사마요(司馬繇)에 의해 그의 삼족과 더불어 죽임을 당했는데, 만약 문호가 그때까지 살아 있었다면 같이 화를 당했을 것으로 추측할 수 있을 뿐이다.

## 문호의 친족관계

### 관련 인물
문숙　문흠